# Мајстерова борба за северну границу
Мајстерова борба за северну границу је израз којим се означава део активности у борби за северну границу које је осмишљавао и спроводио Рудолф Мајстер у периоду од новембра 1918. до јануара 1920, без сагласности и подршке Владе СХС у Љубљани или Београду, командујући наоружаним одредима познатим под називом „Мајстерови борци“ које су чинили словеначки добровољци и плаћени српски војници и официри, повратници из аустроугарског заробљеништва.

## Настанак проблема утврђивања северне границе Краљевине СХС
Посланици аустријског парламента немачке националности изабрани на последњим предратним изборима 1911. су се састали 21. октобра 1918. у Бечу и формирали „Привремену Националну Скупштину Немачке Аустрије“. Пошто је у том тренутку Карл I од Аустрије још увек био на власти, формално је постојала Аустроугарска монархија. Привремена Национална Скупштина Немачке Аустрије проглашава самосталну независну државу Немачку Аустрију 30. октобра 1918. још увек монархију. После установљавања Немачке Републике, дан после абдикације Карла I, 12. новембра 1918. Национална Скупштина је једногласно донела одлуку о установљавању Немачке Аустрије као демократске републике. Том приликом је састављен привремени устав којим је дефинисано да је Немачка Аустрија део Немачке Републике (у члану 1). На седници одржаној 22. новембра 1918. су територијом Немачке Аустрије поред некадашњих аустроугарских покрајина у којима су Немци већина, декларисани и делови Чешке и Моравске већински насељени немачким становништвом. Што се тиче Штајерске и Корушке, Савезним законом у делу који се односи на границе је у члану 1 наведено да се територијом Немачке Аустрије Проглашавају и они делови ".. покрајина Штајерске и Корушке осим хомогених подручја југословенских насеобина." У наредном периоду долази до сукоба Немачке Аустрије са новонасталим државама на територији бивше Аустроугарске везаним за међусобно разграничавање.
Конкретно проблем дефинисања границе Аустрије и Краљевине СХС је настао зато што две новонастале државе нису у потпуности поштовале принцип демократског опредељивања становништва које су саме декларисале. На пример, Аустрија је дефинисала својом територијом целу Корушку, укључујући и њен јужни део претежно насељен Словенцима (60%), а Словеначка Влада СХС је, на пример, дефинисала својом територијом Марибор иако је овај погранични град Доње Штајерске претежно (80%) насељен Немцима. Због тога је дошло до проблема утврђивања границе Аустрије и Краљевине СХС у делу две бивше покрајине Аустроугарске:
- Марибор у Доњој Штајерској
- Јужна Корушка

#### Етничка структура становништва Доње Штајерске почеткомвека
Већину градова на територији данашње Словеније су основали Немци или немачки феудалци који су у њима населили већински немачке грађане. Број Немаца у градовима се касније повећавао кроз имиграцију и асимилацију бројчано и економски слабијих словеначких досељеника. У градовима Цеље, Птуј и Марибор су немачки грађани задржали бројчану предност све до распада Хабсбуршке Монархије, док су у осталим градовима и тада представљали економски и социјално важну мањину. Све до буђења словеначке националне свести половином 19. века када почиње политичка борба Словенаца за једнакост са Немцима, односи између две етничке групе су били добри.
Аустроугарска је редовно обављала пописе на својој територији почев од 1869.(језик: енглески)
Почетком ХХ века су одржана два пописа и то 1900. и 1910. године. У овим пописима становништво није пописивано по критеријуму етничке припадности. Етничка структура становништва Доње Штајерске се једино може на индиректан начин претпоставити, на основу података о језику за који се определило пописивано становништво у оним насељима која су била предмет пописа тих година.
In den Kronländern der österreichischen Reichshälfte
Umgangssprachen 1910:
| Покрајина      | Hauptumgangssprache | остали језици (више од 2%)                            |
| -------------- | ------------------- | ----------------------------------------------------- |
| Бохемија       | чешки (63,2%)       | немачки (36,8%)                                       |
| Далмација      | хрватски (96,2%)    | италијански (2,8%)                                    |
| Галиција       | пољски (58,6%)      | украјински (40,2%)                                    |
| Горња Аустрија | немачки (95,9%)     | чешки (3,8%)                                          |
| Доња Аустрија  | немачки (99,7%)     |                                                       |
| Буковина       | Украјински (38,4%)  | Румунски (34,4%), Немачки (21,2%), Пољски (4,6%)      |
| Корушка        | немачки (78,6%)     | словеначки (21,2%)                                    |
| Крањска        | словеначки (94,4%)  | немачки (5,4%)                                        |
| Салцбург       | немачки (99,7%)     |                                                       |
| Шлезија        | немачки (43,9%)     | пољски (31,7%), чешки (24,3%)                         |
| Штајерска      | немачки (70,5%)     | словеначки (29,4%)                                    |
| Моравски       | чешки (71,8%)       | немачки (27,6%)                                       |
| Тирол          | немачки (57,3%)     | италијански (42,1%)                                   |
| Приморска      | словеначки (37,3%)  | италијански (34,5%), хрватски (24,4%), немачки (2,5%) |
| Форарлберг     | немачки (95,4%)     | италијански (4,4%)                                    |

- [5](језик: немачки)[непоуздан извор?]

Очигледно је да је словеначко становништво имало апсолутну већину само у Крањској покрајини, а релативну у Приморској покрајини. У Штајерској је учешће Словенаца 29,40% у укупном становништву а Немаца 70,50%. У сва три велика града у Доњој Штајерској већину грађана чине Немци (Марибор, Цеље и Птуј).

#### Марибор
Пописом из 1910. је евидентирано да су у Марибору 80,92% грађана чинили Немци.
Од краја септембра 1918. до почетка 1919. су се у Марибору, готово свакодневно, одвијали важни догађаји који ће пресудно утицати на будућу судбину већине грађана Марибора и осталих делова Доње Штајерске.
Крајем Првог светског рата на територијама у оквиру Аустроугарске које су биле већински насељене словеначким становништвом, оснивају се Национални савети у циљу реализације Мајске Декларације (донете од стране Југословенског одбора) којом се тражи оснивање заједничке јужнословенске државе на свим територијама на којима у већини живе јужнословенски народи.
Група грађана словеначке националности 26. септембра 1918. је у Марибору основала Национални савет за Штајерску, под управом др. Карела Вестовшека, и уз посебну улогу у њему и др. Франа Росине, др. Франа Ковачича и др. Ивана Сенековића. Ово је у том периоду једини случај да је неки словеначки Национални савет основан на територији на којој је већинско становништво германског порекла. Овај савет је током друге половине октобра 1918. године покушавао да наметне Градском Већу Марибора обавезну консултативну улогу приликом доношења свих одлука.
Грађани Марибора 30. октобра 1918. су потврдили статус Марибора као саставног дела Немачке Аустрије, одлуком донетом на седници Градског Већа Марибора. Ова одлука се односила само на Марибор, а не и на остале градове у Доњој Штајерској насељене претежно грађанима немачке националности (Птуј и Цеље) или словеначке националности (остала насеља у Доњој Штајерској).
Рудолф Мајстер је у Народном дому у Марибору 31. октобра 1918. окупио словеначке официре из мариборске касарне (који су били малобројнији од официра германског порекла) и договорио организовану заједничку борбу у циљу одређивања статуса Марибора и осталог дела Доње Штајерске.
У Љубљани је 31. октобра 1918. је формирана словеначка Народна Влада СХС, састављена од 12 повереништава. За председника владе је именован витез Јосип Погачник. Погачник је послао поруку аустријском председнику владе да је словеначка Народна Влада СХС преузела контролу над целокупном словеначком територијом осим у Прекмурју. Национални Савет је све законодавне и извршне функције пренео на Народну Владу СХС њеним оснивањем, и убудуће нема суштински значај.

#### Цеље
Пописом из 1910. је евидентирано да су у Цељу 66,80% грађана чинили Немци. Током новембра 1918. су Словенци у Цељу преузели контролу над несловеначким официрима и распустили несловеначке официре. Пошто је изгубило стварну моћ, Градско Веће Цеља (у којем су већину чинили Немци) је поднело оставку.

#### Птуј
Пописом из 1910. је евидентирано да су у Птују 79,39% грађана чинили Немци. Немачка Цивилна Стража је 7. новембра 1918. разоружана од стране словеначке јединице која је дошла из Љубљане и која је до краја новембра распустила Градско Веће Птуја.

## Мајстерово проглашење Марибора „југословенским поседом“
Градоначелник Антун Холик је 1. новембра 1918. сазвао састанак у писарници касарне у Мариборском Мељу у циљу реализације повеље аустријског војног министарства којом је дефинисана улога аустријске војске у одржавању реда у војсци и насељеним местима. Рудолф Мајстер је на овом састанку „прогласио“ Марибор и Доњу Штајерску југословенском територијом давањем „одлучне изјаве“. Текст његове изјаве је гласио: "Марибор проглашавам за „југословенски посед“ и у име своје владе преузимам војну управу над њим и целом Доњом Штајерском". Ову изјаву је дао пред окупљеним официрима и пред Градоначелником Марибора, потпуковником Антуном Холиком. Мајстер није никада навео основ за проглашење Марибора „југословенским поседом“ а ни назив државе чијим поседом је Марибор прогласио. Имајући у виду да је Краљевина СХС основана 1. децембра 1918. године јасно је да није постојала ни држава ни влада у чије име је Мајстер овлашћен за овакав чин.
Пошто је Рудолф Мајстер увидео да, због ниског чина, нема довољно ауторитета, на његов предлог, Национални Савет за Штајерску му је доделио чин генерала(језик: словеначки) .
Истог дана је Мајстер формирао паравојну оружану формацију, наоружану групу од одабраних војника и официра (око 160 војника и 16 официра) словеначке националности која је преузела контролу над касарном у Мариборском Мељу.

## „Мајстрови Борци“ и Шуцвер ()
Грађани Марибора реагују на Мајстерово запоседање касарне у Марибору и на чињеницу да се железницом кроз Марибор транспортује велики број војника који се враћају после распада Аустроугарске војске, тако што одлуком општинског савета 3. новембра 1918. формирају наоружане одреде под називом Шуцвер Marburger Schutzwehr (мариборска одбрана безбедности) са задатком да обезбеде поштовање реда и закона у Марибору, пошто је Рудолф Мајстер распустио Аустријску војску у Марибору којој је указом аустријског министарства поверен овај посао. Припаднике ових одреда Словенци су назвали Зелена Гарда, због њихових зелено-белих ознака(језик: словеначки) .
Мајстер путује у Љубљану где Влади СХС 5. новембра 1918. предлаже да спроведе хитну мобилизацију. Влада СХС одбија Мајстеров предлог и он се затим враћа у Марибор.
Мајстер решава да силом преузме контролу над Марибором и 9. новембра 1918. ипак проглашава мобилизацију. У свом позиву је за датум јављања на мобилизацију навео 18. новембар 1918.(језик: словеначки). Грађани Марибора 12. новембра 1918. потврђују одлуку о проглашењу Марибора саставним делом немачке Аустрије. Тада Мајстер препушта Шуцверу (под командом потпуковника Кодолича (Kodolitsch)) одређене позиције које су до тада контролисали његови борци. Задржава само најважније позиције (складиште муниције у Бохови, главну железничку станицу и касарну). Циљ му је био да прикрије своје праве намере и да припаднике Шуцвера разбије на више малобројних стражарских посада.
На дан јављања на мобилизацију, 18. новембра 1918. одзив је био веома слаб, али се наредних неколико дана побољшава, поготово када се позиву одазивају добровољци са подручја Словенске Горице који возом, окићеним словеначким заставама, из Љутомера долазе у Марибор. Мајстер окупља пристигле добровољце и организује их да постројени марширају мариборским улицама. Овакве активности изазивају напетости и појединачне сукобе између Шуцвера и Мајсетрових бораца који у једном инциденту резултују погибијом припадника Мајстерових бораца, Франца Ваухника.
Са укупно око 4.000 мобилисаних особа 21. новембра 1918. Мајстер формира „мариборску дивизију“ на чије чело поставља потпуковника Августа Шкабара. Ова јединица је у наредним данима била више позната под називом „Мајстерови борци”.

## Мајстерово разоружавање стража Шуцвера и освајање Марибора
Рудолф Мајстер је после рата написао текст „Мариборски Шуцвер“ (Marburger Schutzwehr – словен. Mariborska varnostna straža) у којем је детаљно описао како је (на ниже реконструисани начин) извршио разоружавање Шуцвера.
На Мајстеров захтев, др Лесковар је ујутру 22. новембра 1918. отпутовао у Љубљану како би од Владе СХС тражио дозволу за разоружавање Шуцвера. Он се вратио у 20 часова увече и предао Мајстеру важну наредбу следеће садржине:
Народна влада СХС

Управа 2. војног одсека

Љубљана

Пограничној штајерској управи СХС у Марибору

Будући да је јачина „словеначке мариборске посаде“ сада таква, да без других стража може одржати ред, то се наређује, да се све страже (штајерска гарда) позову да одложе оружје, односно, ако се не одазову том позиву, да се по заповести ген. Мајстера разоружају.

Љубљана, 22. новембра 18.

др. Погачник

Наредба је писана руком, без броја под којим је заводи онај ко је издаје (те је Мајстер код себе завео под редним бројем 7), потписана од стране др Ловре Погачника, повјереника Владе СХС за народну одбрану. Мајстер је у свом тексту навео да је наредбу потписао Јожа Погачник. Тада је Ловро Погачник био повереник словеначке Владе СХС за народну одбрану, а Јосип Погачник (којем би надимак могао можда да буде Јожа) председник ове Владе, није имао титулу доктора него витеза. Без увида у оригинални документ није могуће донети закључак томе ко је направио грешку приликом састављања ове наредбе. У заглављу наредбе је уписана „Команда другог војног одсека у Љубљани“ као институција која је издала наредбу „Пограничној штајерској управи Владе СХС у Марибору“. Ову наредбу је Др. Лесковар заједно са Мајстером донео у Мајстерову канцеларију, где су их чекали по претходном договору позвани одређени чланови Националног савета за Штајерску. Мајстер је у свом горе поменутом тексту навео да је наредба написана на хрватском језику.
Мајстер је одлучио да хитном реализацијом свог унапред припремљеног плана за разоружање Шуцвера ускрати могућност „пограничној штајерској управи Владе СХС“ да изврши наредбу владе СХС и позове страже Шуцвера да одложе оружје. Као мотив за такав поступак је навео покушај да избегне крвопролиће које би, како је тврдио, настало ако би страже Шуцвера биле упознате са намером Мајстера да их разоружа. Наредбом издатом већ у 21:15 је формирао четири јединице различитих снага за разоружавање појединачних стража Шуцвера и неколико јединица за запоседање најзначајнијих објеката у Марибору. Свака од поменутих јединица је била вишеструко бројнија од стража Шуцвера које је требало да разоружа. Поред јединица „Мајстрових бораца“ (у чијем саставу су се налазиле у две јединице за разоружање поменуте по „пола чете Срба") у овој акцији је учествовала и чета Брдског стрељачког пука из Љубљане (није наведено због чега се ова чета налазила у Марибору те ноћи) и (у један сат после поноћи 23. новембра) пристигле три чете Цељског пешадијског пука које је послао поручник Павлин.
Плашећи се да би Шуцвер у противнападу могао напасти његову кућу и породицу, Мајстер је 22. новембра увече послао своју жену и децу у Цеље.
Те ноћи 23. новембра 1918. у три сата је температура била -8 °C. У четири сата ујутру је за 47 минута Зелена Гарда била разоружана. Жртава је било само на страни Шуцвера. Двојица рањених. Поручник Гугл Емил је тешко рањен у трбух, а лакше стражар Лирцер.
Мајстер је у свом делу констатовао да се тог дана „мариборски Немци“ нису нигде могли видети, па су „наше домаћице" обављале велике куповине по значајно сниженим ценама.
Пошто су Рудолф Мајстер и његови саборци наводно добијали претећа анонимна писма на основу којих су закључили да би могло да буде отпора у преузимању власти у Марибору, 31. новембра 1918. Рудолф Мајстер је наредио и спровео хапшење најугледнијих мариборских грађана немачке националности (двадесет једног) и држао их као таоце. Тек после таквих припрема је преузео власт постављањем новог мариборског жупана Вилка Фајфера (Vilko Pfeifer).

## Мајстерово запоседање насеља на југу Горње Штајерске и Корушкој (споразум Мајстер - Паси)
Северно од Марибора, на реци Мури, се налази место Шпиље (Spielfeld) из којег се може прећи Мура и ући у Горњу Штајерску. Мајстрови борци су 25. новембра 1918. заузели Шпиље. Испровоцирана оваквим темпом запоседања своје територије, влада Немачке Аустрије је овластила пуковника Рудолфа Пасија да у њено име преговара са Рудолфом Мајстером. Рудолф Мајстер и пуковник Рудолф Паси су 27. новембра 1918. потписали споразум којим се дозвољава да „југословенске“ чете запоседну насеља Лучане (Lichendorf), Радгона (Bad Radkersburg), Цмурек (Mureck), Радље (Marenberg) и Мута. Мута се налази у Корушкој, на територији данашње Словеније, а остала насеља на југу Горње Штајерске у долини уз леву обалу реке Муре, на територији данашње Аустрије. „Мајстрови борци“ су истог дана по потписивању споразума Мајстер - Паси запосели села која су овим споразумом била препуштена Мајстровим борцима. Сва наведена насеља се данас налазе на територији Аустрије. Два највећа насеља која су запосели Мајстрови борци су била обухваћена пописом из 1910. и у њима је етнички састав био следећи:
- Цмурек (20.242 тј. 86,97% Немаца и 2.541 тј. 10,91% Словенаца)
- Радгона (32.835 тј. 83,70% Немаца и 3.288 тј. 8,38% Словенаца)

На основу формулације из споразума о „југословенским јединицама Рудолфа Мајстера“ и на основу података из осталих објављених текстова о овим догађајима можда се може закључити да је пуковник Паси, приликом преговора у циљу склапања споразума са Мајстером, био заваран присуством одређеног броја српских добровољаца који су се, обучени у старе униформе српске војске, током новембра 1918, у повратку из аустроугарског заробљеништва, одазвали на позив Рудолфа Мајстера да се прикључе његовим јединицама и које је он поставио у прве редове војске како би заварали аустријске официре.
Поред горе наведених села, на основу истог споразума Мајстер - Паси јединице добровољаца из Цеља под командом Фрање Малгаја су запоселе Межичку долину на југу Корушке, Плиберк и Великовец (Völkermarkt), а јединица добровољаца пристиглих из Љубљане је запосела Дравоград, Лабот и Шентпавел.
Влада СХС у Љубљани не само да није дала овлашћење Мајстеру за склапање овог споразума, већ није чак била ни информисана о њему.
Одмах по добијању информација од стране државног уреда Немачке Аустрије из Беча (који у телеграму послатом Влади СХС изражава задовољство због постигнутог споразума) о постојању оваквог споразума Влада СХС је одржала седницу 30. новембра 1918. и прогласила споразум Мајстер - Паси ништавним (Записник Народне Владе СХС у Љубљани (ARS, AS 60, škatla 11, p.e. 218)). У тексту записника Влада СХС је констатовала да је обавештена прво телефонским путем од стране државног уреда из Беча, а затим и телеграфски, о склапању споразума између генерала Леитбаха и пуковника Пасија са аустријске и Мајстера са стране „југословенских јединица“. У овом записнику Влада СХС је констатовала да није извршила ратификацију овог споразума и да именовани официри нису били овлашћени да га склопе те се овај споразум имао сматрати ништавним.
Постоје и записи да је Влада СХС одбила да ратификује овај споразум јер је против њега била влада Корушке и Штајерске.

#### Мариборски мировни споразум
Немачка Аустрија је, подстакнута јануарским крвопролићем на улицама Марибора, 4. фебруара 1919. започела војну офанзиву на насеља на југу Горње Штајерске, која су запосели Мајстрови борци. Борбе су обустављене 10. фебруара 1919. када је дошло до мировних преговора уз посредовање Француске, чија се војна мисија налазила у Марибору. Преговори између Словеначке Владе СХС и Немачке Аустрије су завршени 13. фебруара 1919. потписивањем мариборског мировног споразума на основу којег су се одреди словеначке војске повукли из Лучана и Цмурека.(језик: словеначки)

## Мариборска крвава недеља
Мариборска крвава недеља је назив догађаја који се одиграо у понедељак, 27. јануара 1919. у Марибору. Тог дана су у Марибор долазили представници америчке Кулиџове комисије (US-Coolidge-Kommission) коју је у Бечу основала Америчка комисија за мировне преговоре (American Commission to Negotiate Peace) у циљу утврђивања стања на територији бивше Аустроугарске. Вођа представника ове комисије је био потпуковник Шерман Мајлс (Sherman Miles).
Циљ доласка ове комисије је био утврђивање етничке структуре Марибора, због тога што је новооснована Република Немачка Аустрија потраживала територију коју обухватају претежно немачка говорна подручја Марибора и околине. Грађани Марибора немачког порекла су организовали демонстрације на овај дан како би америчкој комисији показали да Марибор припада Немцима. Још пре него што је комисија дошла до Марибора, у месту Кошаки, су грађани немачке националности зауставили аутомобил са члановима америчке комисије и информисали чланове комисије да је Марибор немачко место под словеначком окупацијом.(језик: словеначки) У граду Марибору су биле истакнуте немачке заставе, а са јавних установа склоњене словеначке заставе. На тргу у центру града су се окупили грађани немачке националности носећи аустријске и немачке заставе. По аустријским изворима било их је више од 10.000. Постоје разлике у процени броја окупљених грађана као и у начину третирања ових догађаја од стране словеначких и аустријских извора.
Немачки извори наводе да је на окупљене грађане, без икаквог повода, пуцала патрола наоружаних Мајстрових бораца и убила 13 цивила а ранила неколико десетина. [[Rudolf_Maister]|Словеначки извори наводе да су демонстрације окупљених Немаца постале насилне и да су Мајстрови борци који су обезбеђивали зграду магистрата били нападнути од стране демонстраната, те да су у самоодбрани пуцали у цивил]е. По словеначким изворима један од демонстраната је хицем из пиштоља погодио бајонет једног од Мајстрових бораца(језик: словеначки).
Убијањем и рањавањем демонстраната демонстрације су биле силом прекинуте а демонстранти отерани са трга на којем су остали само мртви и рањени, који су сви били ненаоружани. Током ових догађаја нико на страни Мајстрових бораца није био ни рањен ни убијен.
Немачки извори тврде да је немачко становништво већ раније било разоружано уз узимање талаца и да због тога није истинита верзија словеначких извора о томе да су немачки демонстранти пуцали из ватреног оружја на некога од Мајстрових бораца, од којих нико није био ни рањен ни погинуо, који су морали да у самоодбрани убију 13 немачких демонстраната и ране 60. [[Marburger_Blutsonntag]Одмах|после масакр]а на тргу Рудолф Мајстер је забранио дневне новине на немачком језику Marburger Zeitung.
У извештају члана Кулиџове мисије, поручника Лероја Кинга (Leroy King) је наведено да су југословенске власти у Марибору сумњичаве према раду представника мисије под вођством потпуковника Мајлса. Мајлс је сумирао однос југословенских власти у Марибору према према представницима Кулиџове мисије тиме што је истакао своје мишљење да су се они плашили да су Американци открили превише тога и да нема дилеме да су у Штајерској, а вероватно не само у Штајерској, постојали Словенци који желе да остану под влашћу Аустрије.

## Епилог

#### Принцип демократског самоопредељења народа
По завршетку Првог Светског Рата мировним споразумима су дефинисане границе које углавном нису уважиле принцип демократског самоопредељења народа који су и Аустрија и Краљевина СХС декларисале приликом одређивања својих захтева за границама.
Америчка комисија са седиштем у Бечу, под вођством потпуковника Шермана Мајлса (Sherman Miles) је преузела на себе одређивање границе Краљевине СХС и Аустрије пре потписивања споразума у Сен Жермену.
Већина Словенаца су овим разграничењем постали држављани Краљевине Срба, Хрвата и Словенаца (око 1.050.000) а мањи број држављани три државе, Италије - 290.000, Аустрије - 70.000 и Мађарске - 8.000().
Разграничењем после Првог светског рата је више од 3 милиона немачких Аустријанаца мимо свог опредељења остало ван граница Аустрије у оквиру држава рођених на дотадашњој територији Аустроугарског Царстава, тј. највише на територији Чехословачке а затим и Краљевине СХС, Мађарске и Италије.

#### Јужна Корушка
Упркос војним успесима војске Краљевине СХС у јужном делу аустријске покрајине Корушка, у којима је Рудолф Мајстер командовао једном од три дивизије које су се у саставу војске Краљевине СХС бориле за заузимање јужног дела Корушке и упркос заузимања Целовеца и осталих места у данашњој Аустрији, покушај анексије читавог јужног дела Корушке је пропао након Корушког плебисцита. Тада се већина становника јужног дела Корушке определила да остане у Аустрији иако су јужнословенски политичари очекивали другачији исход због већинског словеначког становништва. Постоје ставови да су се становници јужне Корушке определили за Аустрију због тога што су страховали да би опредељивањем за Краљевину СХС могли да буду мобилисани и послати на границу са Албанијом са којом је Краљевина СХС имала нерешен територијални проблем у области Љуме, јужно од Призрена.
Краљевини СХС је припао мањи део Корушке, тј. Межичка долина и Језерско, које се и данас налазе на територији Републике Словеније.

#### Горња Штајерска
Америчка комисија за разграничење је 20. јануара 1919. посетила насеља на југу Горње Штајерске, северно од реке Муре. Немачко становништво је украсило своје куће својим заставама а жупани из Цмурека и Радгоне (Mureck, Bad Radkersburg) су информисали Мајлса о већинском учешћу немачког становништва у националној структури ових насеља, презентиравши му податке са последњег пописа. Рудолф Мајстер је уз помоћ преводиоца Др. Јосипа Рапоца покушавао да оповргне изнете чињенице тврдњама о већинском словеначком учешћу на наведеној територији, али потпуковник Мајлс није узео у обзир његове примедбе, тако да је комисија одредила да ова насеља припадну Аустрији.

#### Марибор
Приликом утврђивања границе између Краљевине СХС и Аустрије Мировним споразумом из Сен Жермена потписаним 10. септембра 1919., узело се у обзир да је Марибор чврсто у рукама војске Краљевине СХС и да Словенци чине већину у осталом делу Доње Штајерске те је град Марибор, заједно са остатком Доње Штајерске претежно насељене грађанима словеначке националности, додељен у посед Краљевини СХС.
Мајстеров покушај припајања Марибора јужнословенској држави је резултовао успехом иако је већина становника Марибора одлуком Градског Већа одлучила да Марибор остане у саставу Аустрије. После 1918. се у Марибору затварају немачке школе, клубови и организације и спроводи се политика асимилације грађана Марибора германског порекла. Таквом политиком већина грађана Марибора германског порекла бива присиљена на исељавање у Аустрију. Овакво решење статуса Марибора 1919. године, противно демократској вољи већине његових грађана, је допринело формирању спирале насиља у наредним годинама.